# Ioan Bianu

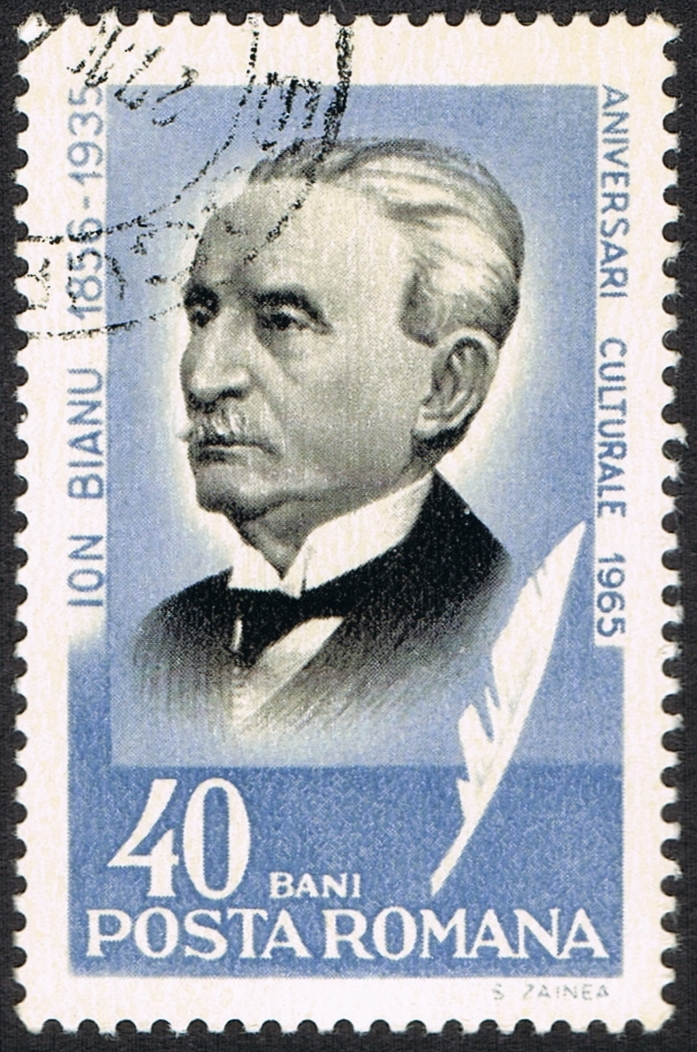
Rumänische Briefmarkenausgabe zum 30. Todestag von Bianu (1965).

Ioan Bianu (* 8. September 1856 in Făget; † 13. Februar 1935 in Bukarest) war ein rumänischer Romanist, Bibliologe, Bibliothekar und Bibliograf.

## Leben und Werk
Bianu studierte in Bukarest (bei Bogdan Petriceicu Hasdeu und dem Archäologen Alexandru Odobescu 1834–1895), ferner in Mailand, Madrid und Paris. Er war zuerst Gymnasiallehrer, dann Professor für rumänische Literaturgeschichte an der Universität Bukarest und von 1884 bis 1935 Leiter der Bibliothek der Rumänischen Akademie. In der Akademie war er ab 1887 korrespondierendes Mitglied, ab 1902 Vollmitglied, von 1927 bis 1929 Generalsekretär und von 1929 bis 1932 Präsident.

## Werke (Auswahl)
- (Hrsg.) Dosofteiŭ, mitropolitul Moldoveĭ, Psaltirea în versurĭ publicată de pe manuscrisul original s̡i de pe edit̡iunea dela 1673, Bukarest 1887
- (Hrsg.) Psaltirea scheiană (1482), Bukarest 1889
- (Hrsg.) Texte macedo-române. Basme ṣi poesiĭ poporale de la Cruṣova, Bukarest 1891
- (mit Nerva Hodoş) Bibliografia românéscă veche 1508 - 1830, 3 Bde., Bukarest 1898–1912, Nendeln 1968–1969
- Despre introducere limbii românes̡ti in biserica Românilor, Bukarest 1904 (Über die Einführung der rumänischen Sprache in die Kirche, Akademievortrag)
- (mit R. Caracas und G. Nicolaiasa)  Catalogul manuscriptelor româneşti, 4 Bde., Bukarest/Wien/Leipzig/Craiova 1907–1931
- Scrisori catre Ioan Bianu, hrsg. von Marieta Croicu und Petre Croicu, 4 Bde., Bukarest 1974–1980 (Briefe an I. B.)